# خط سبز (یوکوهاما)
خط سبز، یوکوهاماشی چیکاتتسو گرین لاین (به ژاپنی: 横浜市営地下鉄グリーンライン Yokohama Shiei Chikatetsu Gurīn Rain) یک مترو در یوکوهاما در استان کاناگاوا در ژاپن است. این خط کوتاه‌تر از دو خطی است که متروی یوکوهاما را تشکیل می‌دهند.

## ایستگاه‌ها
| شماره. | ایستگاه              | به ژاپنی         | مسافت (km) | انتقال                                   | محل (در یوکوهاما)    |
| ------ | -------------------- | ---------------- | ---------- | ---------------------------------------- | -------------------- |
| G-01   | ناکایاما             | 中山             | ۰٫۰        | JH خط یوکوهاما                           | میدوری-کو، یوکوهاما  |
| G-02   | کاواواچو             | 川和町           | ۱٫۷        |                                          | تسوزوکی-کو، یوکوهاما |
| G-03   | سوزوکی-فورآی-نو-اوکا | 都筑ふれあいの丘 | ۳٫۱        |                                          | تسوزوکی-کو، یوکوهاما |
| G-04   | سنتر-می‌نامی          | センター南       | ۴٫۸        | خط آبی (یوکوهاما) (B29)                  | تسوزوکی-کو، یوکوهاما |
| G-05   | سنتر-کیتا            | センター北       | ۵٫۷        | خط آبی (یوکوهاما) (B30)                  | تسوزوکی-کو، یوکوهاما |
| G-06   | کیتا-یاماتا          | 北山田           | ۷٫۴        |                                          | تسوزوکی-کو، یوکوهاما |
| G-07   | هیگاشی-یاماتا        | 東山田           | ۸٫۸        |                                          | تسوزوکی-کو، یوکوهاما |
| G-08   | تاکاتا               | 高田             | ۱۰٫۳       |                                          | کوهوکو-کو، یوکوهاما  |
| G-09   | هیوشی-هونچو          | 日吉本町         | ۱۱٫۶       |                                          | کوهوکو-کو، یوکوهاما  |
| G-10   | هیوشی                | 日吉             | ۱۳٫۰       | - TY خط توکیو تویوکو - MG خط توکیو مگورو | کوهوکو-کو، یوکوهاما  |